# 班斯瓦拉
班斯瓦拉（Banswara），是印度拉贾斯坦邦班斯瓦拉縣的一个城镇。总人口85,638（2001年）。

## 人口
该地2001年总人口85,638人，其中男性44,501人，女性41,137人；0—6岁人口11367人，其中男6177人，女5190人；识字率73.71%，其中男性为79.21%，女性为67.75%。